# Seldsienean
|  | Dieser Artikel wurde aufgrund von formalen oder inhaltlichen Mängeln in der Qualitätssicherung Biologie zur Verbesserung eingetragen. Dies geschieht, um die Qualität der Biologie-Artikel auf ein akzeptables Niveau zu bringen. Bitte hilf mit, diesen Artikel zu verbessern! Artikel, die nicht signifikant verbessert werden, können gegebenenfalls gelöscht werden. Lies dazu auch die näheren Informationen in den Mindestanforderungen an Biologie-Artikel. |

Seldsienean ist eine ausgestorbene Gattung von Meereskrokodilen aus der Gruppe der Machimosauridae innerhalb der Teleosauroidea. Die einzige bekannte Art der bislang monotypischen Gattung ist Seldsienean megistorhynchus aus dem Mitteljura (Bathonium) von England und Frankreich.

## Forschungsgeschichte und Etymologie
Früher wurde es der Gattung Steneosaurus zugeordnet, aber neuere Studien ergaben, dass Steneosaurus paraphyletisch ist, und ein von Michela Johnson und Kollegen im Jahr 2020 veröffentlichtes Papier über Teleosauroide errichtete dafür den Namen Seldsienean.
Der Gattungsname Seldsienean leitet sich ab vom Altenglischen seldsīene (wörtlich: „selten gesehen“) und der Endung -an (Altenglisch für „ein“, „einer“). Die Bezeichnung lässt sich als „Ein selten Gesehener“ übersetzen und nimmt Bezug auf die, im Vergleich zu anderen Vertretern der Teleosauroidea des Bathoniums, nur sehr geringe Anzahl an Fossilbelegen für diese Gattung. Der Artzusatz leitet sich ab vom altgriechischen μέγιστος (mégistos = „der Größte“) in Kombination mit ῥύγχος (rhynchos = „Schnauze“) und nimmt Bezug auf Étienne Geoffroy Saint-Hilaire, der die Art als „sténéosaure aux longs maxillaires“ („Steneosaurus mit langen Kiefern“) bezeichnet hatte.